# ميل في-7
ميل مي في-7 مروحية سوفيتية تجريبية . ذات أربعة مقاعد و دوار من ريشتين فقط . امتازت بشكلها الشبيه بالبيضة , في حين حمل دوار الذيل على ثلاثة انابيب حديدية رفيعة . بني من الطائرة نموذج واحد فقط في اواخر عام 1959 .